# Олбани (Орегон)
Вижте пояснителната страница за други значения на Олбани.
Олбани (на английски: Albany) е град в щата Орегон, САЩ. Олбани е с население от 53 503 (приблизителна оценка от 2017 г.) и обща площ от 41,60 км² (16,10 мили²). Получава статут на град през 1864 г. Разположен е на 64,10 м (210 фута) надморска височина. Намира се в окръг Лин.